# Колоніальне поселення сови вухатої
Колоніальне поселення сови вухатої — зоологічна пам'ятка природи місцевого значення. Об'єкт розташований на території Черкас Черкаської області, територія ВАТ «Хімволокно».
Площа — 0,01 га, статус отриманий у 2002 році.